# Парамаунт-Лонг-Медоу (Меріленд)
Парамаунт-Лонг-Медоу (англ. Paramount-Long Meadow) — переписна місцевість (CDP) в США, в окрузі Вашингтон штату Меріленд. Населення — 2658 осіб (2020).

## Географія
Парамаунт-Лонг-Медоу розташований за координатами 39°40′47″ пн. ш. 77°41′32″ зх. д. / 39.67972° пн. ш. 77.69222° зх. д. (39.679767, -77.692113).  За даними Бюро перепису населення США в 2010 році переписна місцевість мала площу 5,65 км², уся площа — суходіл.

## Демографія
Згідно з переписом 2010 року, у переписній місцевості мешкала 2571 особа в 940 домогосподарствах у складі 696 родин. Густота населення становила 455 осіб/км².  Було 1001 помешкання (177/км²).
Расовий склад населення:
| - 91,3 % — білих - 4,4 % — чорних або афроамериканців - 1,9 % — азіатів |

До двох чи більше рас належало 2,0 %. Частка іспаномовних становила 1,8 % від усіх жителів.
За віковим діапазоном населення розподілялося таким чином: 20,2 % — особи молодші 18 років, 59,2 % — особи у віці 18—64 років, 20,6 % — особи у віці 65 років та старші. Медіана віку мешканця становила 47,3 року. На 100 осіб жіночої статі у переписній місцевості припадало 96,9 чоловіків;  на 100 жінок у віці від 18 років та старших — 95,1 чоловіків також старших 18 років.
Середній дохід на одне домашнє господарство  становив 104 636 доларів США (медіана — 90 516), а середній дохід на одну сім'ю — 118 778 доларів (медіана — 111 500). За межею бідності перебувало 1,9 % осіб, у тому числі 0,0 % дітей у віці до 18 років та 4,3 % осіб у віці 65 років та старших.
Цивільне працевлаштоване населення становило 1378 осіб. Основні галузі зайнятості: освіта, охорона здоров'я та соціальна допомога — 31,2 %, виробництво — 13,4 %, публічна адміністрація — 12,0 %.